# Смит, Грин Клэй
Грин Клэй Смит (англ. Green Clay Smith; 4 июля 1826, Ричмонд, Кентукки — 29 июня 1895, Вашингтон) — американский политик, 2-й губернатор Территории Монтана.

## Биография
Смит родился в 1826 году в Ричмонде, штат Кентукки, в семье Джона Спида Смита и его жены Элизабет Льюис (Клэй) Смит (1798—1887), третий из семи детей. Был назван в честь своего деда по материнской линии, Грина Клэя, богатого плантатора и рабовладельца.
Смит был избран членом Палаты представителей штата Кентукки с 1861 по 1863 год. 4 апреля 1862 года был произведён в полковники Четвёртого полка добровольческой кавалерии Кентукки. 12 июня 1862 года был назначен бригадным генералом добровольцев.
После ухода в отставку Смит вернулся в Вашингтон. Он был рукоположен в баптистское служение и служил в ряде конгрегаций, поддерживая движение за трезвость. Был пастором в Ричмонде, Маунт-Стерлинге, Франкфорте и Луисвилле, штат Кентукки. В 1890 году был призван пастором баптистской церкви Метрополитен (ныне баптистская церковь Капитолийского холма) в Вашингтоне, где работал до своей смерти в 1895 году.
В 1876 году Прогибиционистская партия выдвинула кандидатуру Смита на пост президента Соединённых Штатов.
Смит похоронен на Арлингтонском национальном кладбище в Арлингтоне, штат Вирджиния.